# Чемпионат Санкт-Петербурга по футболу 1907
Чемпионат Санкт-Петербурга по футболу 1907 стал VII-м первенством города, проведенным Санкт-Петербургской футбол-лигой.
Победителем и обладателем кубка Аспдена в пятый раз (и в четвёртый раз подряд) стал клуб «Невский».

## Организация и проведение турнира
Перед началом сезона в Петроградской футбол-лигу взамен распавшегося клуба «Ново-Петербургский» были приняты три новых клуба – «Павловский футбол-клуб» (обычно именуемый «Павловск»), кружок футболистов «Триумф» и «Нарвский кружок спортсменов» («Нарва»). Таким образом, в этом сезоне в чемпионате участвовали 9 клубов, выставившие в общей сложности 12 команд.
Они разыграли традиционные кубки — Аспдена для I (главных) команд клубов высшего уровня и Перзеке для II команд этих клубов и главных команд остальных клубов лиги.
Календари турниров были заблаговременно составлены и опубликованы.
На высшем уровне участвовали пять клубов, которые по «круговой системе» в два круга (на своем и на чужом полях) определяли обладателя кубка Аспдена
- «Невский»
- «Нева»
- «Виктория»
- «Спорт»
- «Меркур»

Клуб «Националы» также должен был выступать в кубке Аспдена, однако отказался ввиду потери в межсезонье целого ряда лучших игроков, «перетянутых» в другие клубы, и обратился в ПФЛ с просьбой разрешить участие в кубке Перзеке, которая была удовлетворена.
Матчи турнира прошли в строгом соответствии с календарём; ход чемпионата широко освещался в прессе — помимо специализированного спортивного издания, несколько петербуржских газет публиковали пространные отчёты о матчах. Зрительский интерес неуклонно рос — на самые интересные матчи собиралось до тысячи человек, что по тем временам было существенно. После окончания соревновательной части был предусмотрен (и введён в календарь) традиционный выставочный матч сборных команд английских и русских игроков лиги, после которого на банкете производилось подведение итогов турнира и награждение победителей.

## Ход турнира
Этот чемпионат стал очередной демонстрацией доминирования британских клубов, не потерявших в играх с оппонентами ни одного очка при всего 6 пропущенных мячах (в 12 играх). Судьба чемпионского титула была сугубо внутренним делом британцев и решилась в двух интересных матчах, являвшихся в определённой мере копией друг друга: вначале «Нева» в хорошем стиле крупно обыграла «Невских» в гостях (3:0), но уже через две недели «Невские» взяли ещё более убедительный реванш (4:0). Ситуация для «Невы» усугубилась тем, что ввиду «досадной оплошности секретаря клуба» в этом матче было допущено участие незаявленного футболиста, что повлекло за собой еще и штраф в 2 снятых очка. Таким образом, «Невские» в продолжившемся далее заочно споре получили гандикап и преимущество не упустили.
«Спорт», который существенно усилился перед началом сезона за счёт игроков других клубов, составить конкуренцию лидерам не смог и сумел не без труда занять только третье место.

### Турнирная таблица
| № | Команды    | 1       | 2       | 3       | 4       | 5       | В | Н | П | М       | О  |
| - | ---------- | ------- | ------- | ------- | ------- | ------- | - | - | - | ------- | -- |
|   | «Невский»  |         | 0:3 4:0 | 5:1     | 5:0 3:0 | 3:0 5:0 | 7 | 0 | 1 | 30 — 5  | 14 |
|   | «Нева»     | 0:4 3:0 |         | 4:1     | 2:1     | 1:0 3:0 | 7 | 0 | 1 | 19 — 8  | 12 |
|   | «Спорт»    | 1:5     | 1:4     |         | 2:3 5:2 | 4:0 1:1 | 2 | 1 | 5 | 16 — 24 | 5  |
| 4 | «Виктория» | 0:3 0:5 | 1:2     | 2:5 3:2 |         | 4:2 1:3 | 2 | 0 | 6 | 12 — 24 | 4  |
| 5 | «Меркур»   | 0:5 0:3 | 0:3 0:1 | 1:1 0:4 | 3:1 2:4 |         | 1 | 1 | 6 | 6 — 22  | 0  |

### Матчи
| 12 авг | «Спорт» | 4:0     | «Меркур» | Поле «Спорта»    |
| |         | (отчёт) |          | Судья: Т.Эбсворт |
| «Спорт»: Фракт - Ганш, Шинц - Митягин, И.Попов, Д.Тимофеев - И.Егоров, П.Сорокин, Е.Лапшин, Г.Никитин, Панов «Меркур»: Гакштеттер - Курзнер, Сарычев - В.ЛуговскойII, Хруцкий, Латонин - Тилленберг, Дьячков, Скулидас, Данкер, Братолюбов |         |         |          |                  |

| 19 авг | «Невский»       | 5:0     | «Меркур» | Поле «Националов» (велодром) |
| | - Б.ЕвангуловII | (отчёт) |          | Судья: Х.Хартли              |
| «Невский»: Грэм - Д.Максвелл, Сиборн - Бьюкенен, А.Уэбб, Уэбстер - М.ЕвангуловI, Б.ЕвангуловII, В.Смолл, Ривз, Уотерхауз «Меркур»: Гакштеттер - Курзнер, Латонин - Томашевский, Хруцкий, Вомпе - Тилленберг, Дьячков, Скулидас, Данкер, Кожевников |                 |         |          |                              |

| 19 авг | «Нева»                | 2:1     | «Виктория» | Поле «Невы»     |
| | - Борейша ~42′ (авт.) | (отчёт) |            | Судья: Ч.Монкер |
| «Нева»: Б.Браун - Шарльпс, Делл - Халлум, Тодд, С.Ферли - Кинг, Л.Шусмит, Хейс, Коффрайт, Уинтерботтом «Виктория»: Борейша - Эбсворт, В.ЛауманII - Кристоферсен, Ад.ЛауманIII, М.Рейт - Шахт, Я.Петерсен, Ф.Майер, Ал.ГюлихII, В.Лунд |                       |         |            |                 |

| 26 авг | «Спорт»          | 5:2     | «Виктория»       | Поле «Виктории» |
| | - Митягин (1:1)′ | (отчёт) | - (0:1)′ Ф.Майер | Судья: Ч.Монкер |
| «Спорт»: Фракт - Шинц, Ганш - Митягин, Хайльман, Д.Тимофеев - И.Егоров, П.Сорокин, Е.Лапшин, Г.Никитин, Панов · «Виктория»: Борейша - Кристоферсен, В.ЛауманII - Кнопмус (~30'), Ад.ЛауманIII, М.Рейт - Шахт, Я.Петерсен, Ф.Майер, Ал.ГюлихII, В.Лунд |                  |         |                  |                 |

| 26 авг | «Нева» | 3:0     | «Невский» | Поле «Невских»  |
| |        | (отчёт) |           | Судья: Х.Хартли |
| «Нева»: Б.Браун - Шарльпс, Делл - Халлум, Тодд, С.Ферли - Кинг, Л.Шусмит, Коффрайт, Хейс, Уинтерботтом «Невский»: Грэм - Д.Максвелл, Сиборн - Дж.Филлипс, А.Уэбб, Уэбстер - М.ЕвангуловI, Б.ЕвангуловII, В.Смолл, Ривз, Уотерхауз |        |         |           |                 |

| 2 сен | «Нева» | 4:1     | «Спорт» | Поле «Спорта»   |
| |        | (отчёт) |         | Судья: Г.Мартин |
| «Нева»: Б.Браун - Шарльпс, Делл - Халлум, Тодд, С.Ферли - Кинг, Л.Шусмит, Коффрайт, Хейс, Годфри · «Спорт»: Фракт - Шинц, Ганш - Митягин, И.Попов, Д.Тимофеев - И.Егоров, П.Сорокин, Е.Лапшин, Г.Никитин (~50'), Панов |        |         |         |                 |

| 2 сен | «Меркур» | 3:1     | «Виктория»              | Поле «Националов» (велодром) |
| |          | (отчёт) | - (1:1)′ (пен.) Эбсворт | Судья: Х.Хартли              |
| «Меркур»: Гакштеттер - Курзнер, Сарычев - В.ЛуговскойII, Хруцкий, Латонин - Тилленберг, Дьячков, Скулидас, Данкер, Вомпе «Виктория»: Борейша - Эбсворт, В.ЛауманII - Кристоферсен, Ад.ЛауманIII, М.Рейт - В.Лунд, Я.Петерсен, Ф.Майер, Ал.ГюлихII, М.Григорьев |          |         |                         |                              |

| 8 сен | «Невский» | 5:1     | «Спорт» | Поле «Невских»  |
| |           | (отчёт) |         | Судья: Х.Хартли |
| «Невский»: Грэм - Д.Максвелл, Сиборн - А.Уэбб, Монро, Дж.Филлипс - Ривз, М.ЕвангуловI, Б.ЕвангуловII, В.Смолл, Уотерхауз «Спорт»: Фракт - Шинц, Бленнер - Митягин, И.Егоров, Хайльман - Вейвода, П.Сорокин, Е.Лапшин, Панов, А.Штиглиц |           |         |         |                 |

| 8 сен | «Нева»               | 1:0     | «Меркур» | Поле «Невы»            |
| | - Шарльпс 20′ (пен.) | (отчёт) |          | Судья: О.Гольдарбайтер |
| «Нева»: Б.Браун - Шарльпс, Харгривз - Годфри, Тодд, С.Ферли - Кинг, Л.Шусмит, Коффрайт, Купер, Хейс «Меркур»: Гакштеттер - Курзнер, Латонин - Сарычев, Хруцкий, Н.ЛуговскойI - Тилленберг, Дьячков, Скулидас, Данкер, Карпов |                      |         |          |                        |

| 9 сен | «Невский»                 | 4:0     | «Нева» | Поле «Невы»     |
| | - М.ЕвангуловI (1:0)′ 10′ | (отчёт) |        | Судья: Ч.Монкер |
| «Невский»: Грэм - Д.Максвелл, Сиборн - Бьюкенен, Монро, Дж.Филлипс - Ривз, М.ЕвангуловI, Б.ЕвангуловII, В.Смолл, Уотерхауз «Нева»: Б.Браун - Шарльпс, Делл - Годфри, Тодд, С.Ферли - Кинг, Л.Шусмит, Хейс, Коффрайт, Лингард |                           |         |        |                 |

| 9 сен | «Виктория»                          | 3:2     | «Спорт» | Поле «Спорта»   |
| | - Эбсворт (пен) - Ал.ГюлихII (2:2)′ | (отчёт) |         | Судья: Х.Хартли |
| «Виктория»: Борейша - Эбсворт, Я.Петерсен - Кристоферсен, Ад.ЛауманIII, Серк - Шахт, В.Лунд, Ф.Майер, Ал.ГюлихII, М.Григорьев «Спорт»: Фракт - Шинц, Бленнер - Ларссон, Уверский, Митягин - И.Егоров, П.Сорокин, Е.Лапшин, Г.Никитин, Панов |                                     |         |         |                 |

| 23 сен | «Меркур» | 1:1     | «Спорт» | Поле «Националов» (велодром) |
| |          | (отчёт) |         | Судья: Г.Шусмит              |
| «Меркур»: Гакштеттер - Курзнер, Латонин - В.ЛуговскойII, Хруцкий, Н.ЛуговскойI - Братолюбов, Данкер, Скулидас, Дьячков, Карпов «Спорт»: Саксен - Шинц, Д.Тимофеев - Галанин, Уверский, А.Штиглиц - И.Егоров, П.Сорокин, Е.Лапшин, Г.Никитин, Панов |          |         |         |                              |

| 23 сен | «Невский»                                        | 5:0     | «Виктория» | Поле «Невских»  |
| | - М.ЕвангуловI (3:0)′ - Я.Петерсен (4:0)′ (авт.) | (отчёт) | - (пен)    | Судья: Ч.Монкер |
| «Невский»: Грэм - Д.Максвелл, Сиборн - А.Уэбб, Монро, Бьюкенен - Ривз, М.ЕвангуловI, Б.ЕвангуловII, В.Смолл, Уотерхауз «Виктория»: Борейша - Я.Петерсен, В.ЛауманII - Кристоферсен, Ад.ЛауманIII, Варбург - Шахт, В.Лунд, Ф.Майер, Ал.ГюлихII, М.Григорьев |                                                  |         |            |                 |

| 30 сен | «Виктория» | 4:2     | «Меркур» | Поле «Виктории» |
| |            | (отчёт) |          |                 |
| «Виктория»: Борейша - Я.Петерсен, М.Рейт - Лаутер, Серк, М.Григорьев - Кристоферсен, Альф.ГюлихI, Ф.Майер, Ал.ГюлихII, В.Лунд «Меркур»: Гакштеттер - Курзнер, Сарычев - В.ЛуговскойII, Хруцкий, Карлов - Братолюбов, Данкер, Скулидас, Тилленберг, Карпов |            |         |          |                 |

| 30 сен | «Нева»          | 4:1     | «Спорт» | Поле «Невы» |
| | - Шарльпс (пен) | (отчёт) |         |             |
| «Нева»: Б.Браун - Шарльпс, Делл - Годфри, Тодд, С.Ферли - Кинг, Л.Шусмит, Г.Шусмит, Коффрайт, Хейс «Спорт»: Фракт - Шинц, Д.Тимофеев - И.Попов, Уверский, Митягин - И.Егоров, П.Сорокин, Е.Лапшин, Г.Никитин, Панов |                 |         |         |             |

| 1 окт | «Невский»                                                  | 5:1     | «Спорт» | Поле «Спорта»   |
| | - Ривз - Б.ЕвангуловII (4:0)′ (пен.) - М.ЕвангуловI (5:0)′ | (отчёт) |         | Судья: Г.Шусмит |
| «Невский»: Ричардсон - Д.Максвелл, С.Джонс - А.Уэбб, Монро, Дж.Филлипс - Ривз, Б.ЕвангуловII, М.ЕвангуловI, В.Смолл, Флетчер «Спорт»: Фракт - Шинц, Д.Тимофеев - И.Попов, Галанин, Уверский - И.Егоров, П.Сорокин, Е.Лапшин, Г.Никитин, Панов |                                                            |         |         |                 |

| 1 окт | «Нева» | 3:0     | «Меркур» | Поле «Националов» (велодром) |
| |        | (отчёт) |          |                              |
| «Нева»: Б.Браун - Шарльпс, Делл - Годфри, Тодд, С.Ферли - Кинг, Л.Шусмит, Хейс, Коффрайт, А.Ферли «Меркур»: Гакштеттер - Курзнер, Сарычев - В.ЛуговскойII, Хруцкий, Вомпе - Братолюбов, Данкер, Скулидас, Тилленберг, Карпов |        |         |          |                              |

| 7 окт | «Невский»                    | 3:0     | «Меркур» | Поле «Невских»  |
| | - М.ЕвангуловI - Ривз (3:0)′ | (отчёт) |          | Судья: Г.Шусмит |
| «Невский»: Грэм - С.Джонс, Сиборн - А.Уэбб, Бьюкенен, Уэбстер - Ривз, Б.ЕвангуловII, М.ЕвангуловI, Медер, Уотерхауз «Меркур»: Гакштеттер - Курзнер, Сарычев - Кожевников, Хруцкий, Вомпе - А.Шпигель, Данкер, Скулидас, Тилленберг, Карпов |                              |         |          |                 |

| 7 окт | «Нева» | 2:1     | «Виктория» | Поле «Виктории» |
| |        | (отчёт) |            | Судья: Ч.Монкер |
| «Нева»: Шарльпс - Делл, Халлум - Годфри, Тодд, С.Ферли - Кинг, Л.Шусмит, Ч.Шусмит, Коффрайт, Уинтерботтом «Виктория»: Борейша - Я.Петерсен, М.Рейт - Серк, Ад.ЛауманIII, М.Григорьев - Шахт, В.Лунд, Ф.Майер, Ал.ГюлихII, Кристоферсен |        |         |            |                 |

| 14 окт | «Невский»      | 3:0     | «Виктория» | Поле «Виктории»                |
| | - Монро (1:0)′ | (отчёт) |            | Зрителей: ~500 Судья: Ч.Монкер |
| «Невский»: Грэм - С.Джонс, Сиборн - А.Уэбб, Максвелл, Бьюкенен - Ривз, Б.ЕвангуловII, Монро, М.ЕвангуловI, Уотерхауз «Виктория»: Борейша - Я.Петерсен, Эбсворт - Серк, М.Григорьев, М.Рейт - Шахт, В.Лунд, Ф.Майер, Ал.ГюлихII, В.ЛауманII |                |         |            |                                |

### Выставочный матч сборных турнира
В традиционном матче, вопреки предположениям, русская команда сумела навязать серьёзную борьбу несколько мозаично составленной британской команде. Героями матча стали Иван Егоров, забивший гол на исходе первого тайма, и голкипер Пётр Борейша, отразивший немало опасных ударов атаковавших весь второй тайм соперников.
| 21 окт | «Русские»       | 1:0     | «Англичане» | Поле «Спорта»                  |
| | - И.Егоров ~35′ | (отчёт) |             | Зрителей: 1000 Судья: Х.Хартли |
| «Русские»: Борейша - Курзнер, Шинц - Д.Тимофеев, Я.Петерсен, В.ЛуговскойII - И.Егоров, П.Сорокин, Б.ЕвангуловII, М.ЕвангуловI, Данкер «Англичане»: Хатчинсон - Эбсворт, Делл - Дж.Филлипс, Тодд, Бьюкенен - Ривз, Халлум, Кинг, Годфри, Уотерхауз |                 |         |             |                                |

## Низшие уровни

### Кубок Перзеке (II команды)
Победитель — «Спорт»II
2. «Триумф»   3. «Националы»   4. «Виктория»II 5. «Павловск»  6. «Меркур»II 7. «Нарва»

## Комментарии
1. ↑  По каждому матчу в прессе имелось несколько независимых (не дублирующих друг друга) отчётов с составами команд. Несмотря на то, что в те времена было «принципиально не принято» называть игроков, забивших мячи, прямо или косвенно указано авторство примерно четверти голов, а также информация о травмах, удалениях, нереализованных пенальти и т.п., что достойно удивления, особенно в сравнении с весьма скудным освещением соревнований, вызывавших несравненно больший ажиотаж у болельшиков, в течение нескольких последующих десятилетий.
2. ↑  В книге Н.Киселёва, изданной в 1970 году[9] имеется информация о ещё двух случаях участия незаявленных игроков (по одному у «Невских» и «Невы»), за которые команды якобы лишились еще по 2 очка каждая. В доступных аутентичных источниках, весьма оперативно отреагировавших на первое нарушение со стороны «Невы», по этому поводу упоминаний нет. Возможно, данные сведения являются трактовкой отчёта о футбольном сезоне 1907, помещенного Г.Дюперроном (под псевдонимом Mister Out) в журнале «Спорт» за 1908 № 2[10], в котором имеется целый ряд неточностей в результатах матчей и математических подсчётах, приведенная итоговая таблица математически некорректна и, среди прочего, неверно отображено количество набранных очков у указанных клубов.
3. ↑  Пресса [17] отмечала, что уместнее было бы называть эту команду «неанглийской» — в ней присутствовали датчанин Я.Петерсен, швейцарец К.Шинц, а также «англичане» братья Евангуловы.

### Периодика
- «Спортивная жизнь» Санкт-Петербург 1907. НЭБ — rusneb.ru.
- «Новое время» Санкт-Петербург 1907. Gallica — gallica.bnf.fr.
- «Спорт» Санкт-Петербург 1908 № 2 от 12 февраля (с.20-24). НЭБ — rusneb.ru.
- «Петербургская газета» 1907. РНБ — primo.nlr.ru.
- «Петербургскiй листокъ» 1907. РНБ — primo.nlr.ru.